# آبگرم لای بیشه

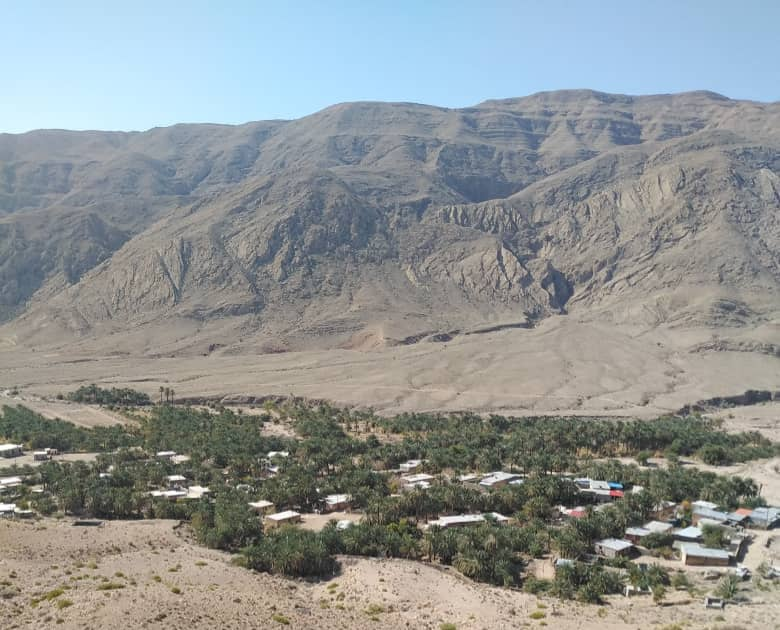
این روستا در کوهپایه واقع شده است.

آبگرم لای بیشه، روستایی از توابع بخش مرکزی شهرستان حاجی‌آباد در استان هرمزگان ایران است. علت نام گذاری روستا ، گرم تر بودن آب چشمه این منطقه نسبت به چشمه لای بیشه که محل سکونت قبلی ساکنین این روستا بوده می باشد. اغلب پوشش گیاهی این روستا درختان نخل ، انجیر و مرکبات است . این روستا در نزدیکی روستای تذرج واقع شده است . 

## جمعیت
این روستا در دهستان طارم قرار دارد و براساس سرشماری مرکز آمار ایران در سال ۱۳۸۵، جمعیت آن ۱۴۲ نفر (۳۷خانوار) بوده‌است.